# Лон Нол
Лон Нол (кхмер. លន់ នល់; 13 листопада 1913 — 17 листопада 1985) — камбоджійський військовик (фельдмаршал), державний і політичний діяч, засновник і перший всенародно обраний президент Кхмерської Республіки, двічі обіймав посаду прем'єр-міністра країни. Також займав пости міністра національної оборони та віце-прем'єра Камбоджі. Генеральний секретар Соціально-республіканської партії.
1937 року вступив до лав французької колоніальної армії. 1951 року очолював національну поліцію. До камбоджійських збройних сил вступив у званні підполковника 1952 року і в своєму окрузі успішно боровся з червоними кхмерами. Був губернатором Баттамбангу (1954), потім начальником генерального штабу (1955), командувачем армії (1960), міністром оборони (1959—1966), заступником голови уряду (1963—1966) та прем'єр-міністром (1966—1967).
Став головним ідеологом і провідником березневого перевороту 1970 року. Проголосив повалення монархії та Кхмерську республіку, в 1970—1972 роках був її прем'єр-міністром, а від 1972 до 1975 року — президентом. Після завершення громадянської війни влада перейшла до рук «червоних кхмерів». За 12 днів до падіння Пномпеня Лон Нол утік на Гаваї, а звідти переїхав до Каліфорнії, де й помер 1985 року. Решта діячів його уряду (включаючи Лон Нона — рідного брата Лон Нола), які залишились у Пномпені, були розстріляні полпотівцями.
Після смерті Лон Нола рух його послідовників в еміграції очолив Сон Санн, який у 1990-их роках брав участь у формуванні коаліційного уряду Камбоджі під егідою ООН.

## Життєпис

### Ранні роки
Народився 13 листопада 1913 року в місті Кампонглеав (провінція Прейвенг). Його батько був кхмером (походив з В'єтнамської провінції Тейнінь), а мати мала китайське коріння (її батько походив з провінції Фуцзянь).
Предки Лон Нола як по батькові, так і за материнською лінією займались політичною діяльністю: зокрема, його батько свого часу був губернатором провінцій Сіємреап і Кампонгтхом, а його дід по матері — губернатором Прейвенгу.
Був другою дитиною в родині (його брати Лон Ніл і Лон Нон були третім та сьомим дітьми відповідно). За іронією долі шкільним другом Нона був Салот Сар (більш відомий як Пол Пот), який надалі став лідером червоних кхмерів, що повалили режим Лон Нола.
Завдяки тому, що його батько був державним службовцем, відданим французькій адміністрації, Лон Нол зміг здобути престижну освіту. Спочатку він навчався в ліцеї імені Дудара де Лагре у Пномпені, після цього — в престижній середній школі Шасслу-Лоба в Сайгоне (1928—1934), де здобув ступінь бакалавра філософії. Після цього повернувся на батьківщину, де вступив до Королівської військової академії Пномпеня.
1936 року Лон Нол вступив на службу до французької колоніальної адміністрації, отримавши пост судді в Сіємреапі. 1937 року припинив навчання в магістратурі. Того ж року зайняв свою першу адміністративну посаду — заступника голови округу Кампонгсієм (провінція Кампонгтям), до 1939 року займався питаннями сільського господарства. Після цього губернатор провінції Кампонгтям — Вар Камель — призначив його керівником кооперативу Босхор й головою округу Прейчор. Того ж року Лон Нол брав активну участь у придушенні проти колоніального заколоту, що спалахнув у провінції. 1940 року був призначений на посаду другого заступника губернатора провінції Кампонгтям. Надалі обіймав посади голови ще двох округів у тій же провінції — Кахсотін (1940—1942) і Тбонгкмум (1942—1944). Після завершення курсу в спецшколі у Фантхьєті в січні 1944 року очолив молодіжний рух у провінції Кампонгтям. 1945 року став першим заступником губернатора провінції Кампонгтям.
Навесні 1945 року японські окупаційні війська здійснили в Камбоджі переворот, в результаті якого французька адміністрація була тимчасово ліквідована, а на території країни проголошено лялькове Королівство Кампучія]] на чолі з Нородомом Сіануком. У травні того ж року Лон Нол був призначений губернатором провінції Кратьех, а у вересні очолив національну поліцію Камбоджі. За даними французької військової розвідки в той період він очолював мережу спецслужб з розшуку та переслідування профранцузьки налаштованих камбоджійців. У вересні 1945 року голова колабораціоністського уряду — Сон Нгок Тхань, — і міністр внутрішніх справ — Сум Х'єнг, — віддали наказ Лон Нолу заарештувати і стратити генерального інспектора національної безпеки, Пен Каємака, а також його агента Ти Кхун Чона, яких підозрювали у співробітництві зі спецслужбами Франції. В жовтні 1945 року французька адміністрація в Камбоджі була відновлена. Коли у червні 1947 року почалась судова справа щодо страти силовиків, Лон Нол, який виступав у суді в якості свідка, відмовився давати свідчення, посилаючись на державну таємницю. В результаті всі звинувачення було знято Апеляційним судом.
Йдучи кар'єрними сходами, він став одним із найближчих радників молодого короля Сіанука, який використовував поліцію для придушення комуністичного руху. 1946 року Лон Нола включили до складу контактної групи, що проводила перемовини з повернення Баттамбангу, окупованого Таїландом від 1941 року. До 1947 камбоджійська адміністрація в Баттамбанзі була відновлена, і Лон Нол став губернатором звільненої провінції. У травні 1949 року був відкликаний до Пномпеня для урядової роботи. Входив до складу камбоджійської делегації Комітету з виконання франко-кхмерського договору (в частині юстиції, економіки, фінансів і планування).
У червні 1951 року Лон Нол (як і екс-прем'єр Камбоджі Ем Самбур) потрапив у немилість до уряду демократів і був ненадовго ув'язнений. Однак уже у вересні був звільнений і знову очолив національну поліцію при уряді принца Моніпонга.

### Політик правого спрямування
Наприкінці 1940-их — початку 1950-их років Лон Нол розпочав свою політичну діяльність, займаючи націоналістичну та против'єтнамську позицію, що мала підтримку серед впливових членів королівської родини, особливо принців Монірета й Моніпонга. 1947 року Лон Нол поряд із Нхек Тіулонгом став засновником правої «Партії кхмерського оновлення», а 1951 року став її головою. Однак перший політичний досвід для нього виявився невдалим — у вересні 1951 року партія зазнала поразки на виборах.
1955 року «Кхмерське оновлення», об'єднавшись з іншими правими групами Сам Сарі й Дап Чхуона, ввійшла до складу «Народно-соціалістичного товариства» (також відомого як «Сангкум»), створеного принцом Сіануком для участі у виборах 1955 року.

### Військова кар'єра
1952 року, коли Баттамбанг отримав автономію, Лон Нол був мобілізований до лав камбоджійської армії у званні підполковника, командував 2-м танковим батальйоном у Сіємреапі, а потім був відряджений до Баттамбангу. Брав участь у бойових діях проти бойовиків Кхмер Іссарак і В'єтміня, що діяли у східних районах країни, разом із Сіануком командував операцією «Солідарність». Незадовго до здобуття Камбоджею незалежності Лон Нол очолив так звані «Основні сили», ставши начальником їх штабу 28 серпня 1953 року. 3 грудня того ж року отримав звання полковника.
Після підписання Женевських угод 1954 року Лон Нол очолив спільну камбоджійсько-в'єтнамську комісію, що контролювала виведення з країни в'єтнамських військ. Того ж року став губернатором і начальником військового округу Баттамбангу. 1955 року завершив військову підготовку у Франції та Південному В'єтнамі, того ж року отримав військове звання генерала та був призначений на пост начальника генерального штабу Королівських збройних сил Камбоджі (ФАРК), де встановив тісні зв'язки з вищим офіцерським складом нової камбоджійської армії. 10 листопада 1961 року Лон Нолу було присвоєно звання генерал-лейтенанта.
1959 року Нородом Сіанук за рекомендацією Сірік Матака призначив Лон Нола на пост державного міністра національної оборони. На глибоке розчарування Монірета, Лон Нол не зумів належним чином проявити себе на тому посту. 1960 року під керівництвом Лон Нола та його колеги Ку Рауна регулярно проводились арешти, тортури та вбивства противників чинного режиму.
Тим не менше Лон Нол зберігав ту посаду впродовж наступних семи років у дев'яти кабінетах. В той час Сіанук, намагаючись уникнути втягнення Камбоджі до В'єтнамської війни, проводив політику цілковитого нейтралітету, що передбачала зближення з Пекіном і дислокацію північнов'єтнамських військ на східному кордоні. Лон Нол, який мав певні симпатії до США, відкрито шкодував про розрив відносин із Вашингтоном.
1964 року Лон Нол зайняв пост державного міністра національної оборони та спорту, 26 грудня того ж року став заступником прем'єр-міністра.
За результатами виборів 1966 року Лон Нол був обраний до лав камбоджійського парламенту, де абсолютну більшість місць отримали консерватори. У новому парламенті особливо посилились позиції генерала Лон Нола, оскільки 13 депутатів нового скликання колись були членами «Кхмерського оновлення». Одразу ж після виборів Лон Нол був обраний (59 голосами) новим прем'єр-міністром Камбоджі. Проти такого призначення виступали Сім Вар і принц Нородом Кантоль.

### Голова уряду
23 жовтня 1966 року Лон Нол офіційно вступив на посаду прем'єр-міністра Камбоджі. Перші ж кроки нового уряду (єдиного за тривалі роки обраного парламентом, а не призначеного Сіануком) показали всю вразливість глави держави. Праві проамериканськи налаштовані сили перейшли від прихованого саботажу указів Сіанука до відкритої критики його одноосібної влади. Опозиціонери швидко знайшли підтримку не лише серед цивільної бюрократії й ділових кіл, але й в офіцерському корпусі збройних сил. Сіанук явно недооцінив зростання невдоволення у всіх тих соціальних групах та не міг очікувати, що вони складуть єдиний фронт опозиції до його правління.
Лон Нол і члени його команди твердо взяли курс на відмову від економічних експериментів глави держави, звинувачуючи того в неправильній економічній політиці.
3 квітня 1968 року Лон Нол увійшов до складу уряду Камбоджі в якості третього віце-прем'єра й міністра національної оборони, замінивши на тому посту Дуонг Самола. 12 липня 1968 року він став першим віце-прем'єром. 30 листопада 1968 року Лон Нол тимчасово виконував обов'язки голови уряду, Пенн Нута, який узяв відпустку через хворобу.
Незадовго до повернення Сіанкука Лон Нол інспектував військові об'єкти в Кахконзі, де потрапив в автомобільну аварію й зазнав важких травм. Пославшись на стан здоров'я, в травні 1967 року Лон Нол залишив свій пост і на якийсь час пішов з політики.
13 серпня 1969 року Лон Нол вдруге очолив уряд. У той період він почав переглядати свою політику, що призвело до державного переворту. У березні 1970 року Нородом Сіанук перебував у поїздці країнами Європи, а також відвідав СРСР і КНР. В той час у Пномпені спалахнули против'єтнамські заворушення, натовп розгромив посольство Північного В'єтнаму й місцеве представництво В'єтконгу (Тимчасовий уряд Республіки Південний В'єтнам). Первинно Сіанук навіть підтримав протестувальників — він сподівався, що Москва і Пекін зможуть вплинути на Північний В'єтнам, щоб той зменшив свою присутність у Камбоджі.
Ситуацією скористались прем'єр-міністр Лон Нол і принц Сісават Сірік Матак. Після погрому посольство Північного В'єтнаму було закрито, а під час обшуку ніби було виявлено «таємний план» комуністів із захоплення Камбоджі. 12 березня Сірік Матак денонсував торгові угоди з Ханоєм, Лон Нол зі свого боку закрив порт Сіануквіля для кораблів Північного В'єтнаму. Під загрозою початку бойових дій партизанам В'єтконгу було висунуто ультиматум упродовж 72 годин залишити територію Камбоджі. До ранку 16 березня стало зрозуміло, що такі вимоги не буде виконано, й того ж дня біля будівлі Національних зборів відбувся мітинг проти присутності в країні в'єтнамських військ, на який прийшли близько 30 тисяч осіб, в основному молодь і студенти.
Надалі події почали розвиватись стрімко: того ж дня секретаря державної оборони й зятя Нородома Сіанука генерала Оума Манноріне було викликано на допит до прокуратури за звинуваченням в корупції, втім через початок заворушень справу відклали. На думку Сіанука, Манноріне знав про переворот, що планувався, й намагався заарештувати змовників, але не встиг вжити жодних заходів. Його, як і інших лояльних до Сіанука силовиків, заарештували. На прохання Сіанука його мати — Сісават Коссанак — викликала Лон Нола й Сірік Матака до королівського палацу й попрохала їх зупинити заворушення. На той момент Лон Нол і Сірік Матак мали суперечки в поглядах — Лон Нол не бажав починати переворот і до останнього сподівався, що Сіанук просто розірве стосунки з Ханоєм.
Тим не менше Сірік Матак і троє офіцерів камбоджійської армії, погрожуючи зброєю, змусили прем'єр-міністра підписати всі необхідні документи. На прес-конференції в Парижі Сіануку погрожували смертною карою, якщо той повернеться на батьківщину. 18 березня військовики почали займати позиції навколо столиці, а в парламенті за ініціативою Ін Тама почалось обговорення майбутньої відставки Сіанука. Незважаючи на те, що деякі депутати виступили проти, рішення було прийнято майже одностайно — парламентарі погодились на 122-у статтю Конституції й позбавили главу держави всіх повноважень. Фактично всю владу в країні захопив генерал Лон Нол, Сангкум відтоді очолив Ін Там, а номінальним главою держави став голова Національних зборів — Ченг Хенг.

### Президент
Після перевороту Лон Нола та встановлення республіканського режиму 1970 року громадянська війна, що фактично тривала в країні від 1967 року, змінила вектор та почала розгортатись між урядом Камбоджі, який підтримували США та Південний В'єтнам, і Національним єдиним фронтом Кампучії, в якому значну роль відігравали партійні структури та збройні формування місцевих комуністів. У березні 1972 року Лон Нол став президентом, а його режим все більше набував рис авторитарності.
Підсумком війни стало падіння центрального уряду та прихід до влади «червоних кхмерів», які проголосили курс на радикальне перевлаштування камбоджійського суспільства з опорою на маоїстські концепції.
Після поразки у війні Лон Нол був змушений тікати з країни, проте всі його прибічники, в тому числі і брат Лон Нон, які залишились у Камбоджі, були страчені полпотівцями. Спочатку генерал виїхав на Гаваї, а згодом перебрався до Сполучених Штатів.

### Останні роки
В останні роки життя стан здоров'я Лон Нола погіршувався. На це, окрім іншого, вплинули дві автомобільні аварії, які він пережив. Вранці 17 листопада 1985 року він був госпіталізований, однак урятувати його не вдалось. Лон Нол помер о 10 ранку 17 листопада 1985 року на 73-му році життя. Причиною смерті стала гостра серцева недостатність. 23 жовтня Лон Нол був похований у меморіальному парку «Лома Віста» в Каліфорнії.

## Статті
- Abdoul-Carime, Nasir (6 серпня 2013). Lon Nol (1913-1985) (PDF). Association d’Échanges et de Formation pour les Études Khmères (фр.). Архів оригіналу (PDF) за 3 березня 2016. Процитовано 16 жовтня 2018.
- Kerr, Peter (18 листопада 1985). Lon Nol, 72, dies - Led Cambodia in early 1970's. The New York Times (англ.). Архів оригіналу за 28 липня 2018. Процитовано 16 жовтня 2018.
- Marks, Paul (2000). China's Cambodia Strategy. Parameters (Autumn 2000): 92—108. ISSN 0031-1723. Архів оригіналу за 17 травня 2011. Процитовано 16 жовтня 2018.